# Milutin Mayer
Milutin Mayer (Velika Ludina kraj Popovače 16. studenoga 1874. – Zagreb, 23. veljače 1958.), hrvatski pisac povijesnih romana, učitelj, društveni i komunalni djelatnik.

## Životopis
Osnovnu školu završio je u Maji kraj Petrinje, a Višu pučku školu (građansku) u Glini. Školovanje je nastavio u učiteljskoj školi u Zagrebu, a nakon toga se zaposlio u Svetoj Heleni kraj Križevaca i počeo pisati povijesne romane u kojima opisuje događaje iz hrvatske povijesti. 
Godine 1899. oženio se s Križevčankom Franjkom i 16. travnja 1900. mu se rodila kćer Blaženka. Godinu dana kasnije, 16. listopada 1901. godine, rodio mu se i sin Milutin te potom još troje djece.
Godine 1902. Društvo svetog Jeronima objavilo mu je roman "Mučenici", pripovijest iz doba drevnih kršćana. Već 1903. roman je preveden na slovenski. Bila je to knjiga koja je svojim naslovom podsjećala na mučeništvo hrvatskih učitelja koji su bez potrebe i za najmanju kritiku politike premještani u zabitna mjesta gdje nisu mogli pristojno ni stanovati ni živjeti. Godine 1903. mu izlazi roman "Za krst časni i slobodu zlatnu", za koju je dobio nagradu iz zaklade Kotura (roman je godine 1992. i 1995. objavljen pod imenom Tatari u Hrvatskoj).
Podban Slavko Cuvaj de Carevdar je 31. listopada 1908. godine dozvolio Milutinu Mayeru polaganje ispita iz povijesti za učiteljsku službu i time je bio osposobljen za službu županijskog školskog nadzornika, i kada su mu Cuvajevi ponudili takvo mjesto u Zagrebu, Milutin Mayer je prihvatio.
Mayerovo imenovanje 5. travnja 1909. godine za školskog nadzornika Zagrebačke županije, u lipnju 1909. godine seli se u Zagreb u Jurjevsku 51. U Družbu "Braća hrvatskog zmaja" primljen je nekoliko dana nakon molbe za ulazak koju je napisao 10. siječnja 1910. godine, u kojem se našao i s Rudolfom Horvatom.
Milutin Mayer je 5. prosinca 1912. premješten bez obrazloženja u Vukovar za županijskog školskog nadzornika Srijemske županije i na tom području radi do 1917. godine. Za to vrijeme (4. veljače 1916. godine)  dobio je zlatnu kolajnu "Pro Ecclesia et Pontifice" od pape Benedikta XV. za svoje zasluge na književnom polju. 
6. travnja 1917. Milutin Mayer dobio je premještaj u Osijek, u kojem je bio aktivan u Klubu hrvatskih književnika u Osijeku koji je vodio Rudolfo Franjin Magjer još od 1909. godine, a koji je imao slične ciljeve kao Družba "Braća Hrvatskoga Zmaja" (s kojima je također uspostavio veze u Slavoniji), s time da je težište stavljeno na hrvatsku knjigu i hrvatski jezik. U izdanju ovog kluba objavljen je 1920. godine novi povijesni roman Milutina Mayera "Posljednji kralj" koji obrađuje vrijeme kada Jelena Lijepa udovica kralja Zvonimira promišlja kako da hrvatsku krunu prinese na svoga brata   Ladislava Ugarskog, što se poslije pogibije kralja Petra Svačića i dogodilo, kada je 1102. Koloman krunjen za hrvatskog kralja.  Obrada ove teme bila je beogradskoj vladi prikladna, jer se njome širila mržnja na Mađare, a odgovarala im je priča o gubitku hrvatske samostalnosti. Politički ona je odgovarala i Hrvatima kroz njegovanje uspomene na staro hrvatsko kraljevstvo u čemu Beograd nije vidio nikakvu opasnost za jugoslavensku državu, pa je 1925. godine dopustio (nakon određenog kolebanja) veliku proslavu obilježavanja 1000. godišnjice hrvatskog kraljevstva. Ovim romanom Milutin Mayer je otvorio taj kult.                               
Pošto je Milutin Mayer 1921. godine na skupštini Saveza hrvatskih učiteljskih društava u Zagrebu, zajedno s još četrdesetdvoje učiteljskih delegata Virovitičke županije, bio protiv toga da se Hrvatski učiteljski savez likvidira uklapanjem u Jugoslavenski savez učitelja, bio je od pokrajinskog namjesnika Jurja Demetrovića premješten u kolovozu 1921. godine u Zagreb u Nakladu školskih knjiga, kojoj je jedina svrha bila distribucija udžbenika tiskanih ekavicom i uglavnom u Beogradu, a koji su postali obvezatni u školama na području Hrvatske. U to vrijeme provodi se pojačana centralizacija na osnovi Vidovdanskog ustava, a pored toga udžbenici se pišu u pribićevskom duhu, tj. jedni za cijelu zemlju i to ekavicom. Mislilo se da će se u najkraće vrijeme stvoriti jedan troimeni narod, pa se nastojalo što više istisnuti sve što je podsjećalo na narode koji su ušli u novu državu i izgraditi jedan pravopis. I županije kao mađarske ustanove ušle su u likvidaciju i zamijenjene oblastima po uzoru na francuske departmane.                                              
Mayer u to vrijeme novcem od prodanog puničinog posjeda u Križevcima kupuje kuću u Zagrebu u Voćarskoj ulici 99 i 29. svibnja 1922. godine stupa u službu u Zagrebu, međutim u kolovozu iste godine umire mu sin Milutin, što ga je toliko pogodilo da uzima šestomjesečni dopust i nije nikada ni stupio u službu u Nakladi školskih knjiga. Godine 1924. u Križevcima objavljuje knjigu "Izdajica", koja govori o vremenu kralja Tomislava. Ova je knjiga Mayera svakako uvrstila u one koji su radili na obilježavanju 1000-godišnjice hrvatskog kraljevstva, poput Ferda Šišića sa svojim voluminoznim djelom "Povijest Hrvata u vrijeme narodnih vladara", te Rudolfa Horvata i njegove knjige "Tomislav, kralj hrvatski", kojom je skupljao prinose za podignuće spomenika kralju Tomislavu u Zagrebu. 
Godine 1923. Mayeru pomaže tadašnji gradonačelnik grada Zagreba   Vjekoslav Heinzel i imenuje ga 28. svibnja za školskog nadzornika grada Zagreba s time da može nadzirati i građansku školu u Zagrebu. No, 1924. godine kraljevim dekretom je umirovljen, ali uz pomoć prijatelja dobiva mjesto kao tajnik Obrtnog zbora u Zagrebu.  U ovom poslu sudjelovao je do Drugog svjetskog rata postavši tako jedan od najboljih poznavalaca obrtništva Zagreba,  koje je postalo i ostalo sve do Drugog svjetskog rata najbrojniji i najutjecajniji stalež u Zagrebu, što se vidjelo i po izgrađenom Domu hrvatskih obrtnika u Ilici 44, u koji je uloženo mnogo novca.                    
U rujnu 1927. godine Mayer je izabran u gradsko zastupstvo slobodnog i kraljevskog grada Zagreba i 14. listopada iste godine izabran i za podnačelnika grada Zagreba koji je posao obavljao do Šestosiječanjske diktature.
Jedna od težih sjednica gradskog zastupstva koje je vodio Mayer bila je i ona od 19. prosinca 1927. godine, gdje je pod čl. 298 izvješteno što je učinila delegacija grada u Beogradu protiv toga da se ukine većina fakulteta u Zagrebu. Naime, člankom 298 na skupštini 21. studenog 1927. godine zaključeno je da se fakulteti u Zagrebu ne mogu ukidati ili degradirati odlukom Beograda, jer ih on nije ni osnovao, a sve odluke da se osnuju fakulteti donesene su u Zagrebu. Milutin Mayer vodio je i žalobnu sjednicu Gradskog zastupstva 11. kolovoza 1928. godine zbog smrti Stjepana Radića, na kojoj je održao lijep govor posvećen Radiću.
Mayer je nastavio rad kao podnačelnik do proglašenja Šestosiječanjske diktature. Duga ulica preimenovana je u ulicu Pavla Radića, Markov trg u Trg Stjepana Radića, a svoju ulicu dobio je i Đuro Basariček. Po uzoru na Zagreb upravo u tom mjesecu su i brojni gradovi i mjesta u provinciji dali nekim ulicama imena žrtava atentata u beogradskom parlamentu. No s diktaturom Milutin Mayer nije želio ništa imati. Birano zastupstvo raspušteno je 6. siječnja 1929. godine i imenovano kraljevom odlukom. Kraljevo imenovanje za gradskog zastupnika 1929. godine Milutin Mayer je otklonio.

## Družba "Braća hrvatskoga zmaja"
Mayer je član Družbe bio od osnutka 1910. godine, a veliki meštar od 27. svibnja 1936. do 7. svibnja 1941. (djelovao je kao Zmaj svetohelenski, uzevši taj pridjevak 1910. godine, iako tada više nije radio u Svetoj Heleni kraj Križevaca). Zahvaljujući Mayeru Družba je mnogo pažnje posvećivala križevačkom, koprivničkom i bjelovarskom području, odakle je bilo mnogo zmajevaca i na kojem području je podignuto dosta spomen-ploča. Povezanost s ovim društvom usmjerila je opet Mayera na pisanje povijesnih romana i istraživanje povijesnih tema, u prvom redu vezanih uz povijest Hrvata. U Križevcima je 1924. godine tiskan roman "Izdajica", što je zapravo roman koji je još 1905. izašao u Križevcima pod naslovom "Pod franačkim jarmom", a koji se nikako ne bi mogao objaviti pod izvornim naslovom s obzirom na to da je jugoslavenska država imala u Francuskoj najvećeg prijatelja.
Milutin Mayer bio je član odbora koji je trebao pripremiti materijalnu osnovu za podizanje duvanjske bazilike na Tomislavovu polju. Putopis s tog puta objavio je u Zagrebu pod nazivom "S puta na Duvanjsko polje", a Stjepan Podhorsky je izradio nacrte za baziliku, ali i crteže muslimanskih džamija za ovu neveliku, ali lijepo opremljenu knjigu. Objavljen je i crtež kuće Eugena Kvaternika u Rakovici koju je posjedovala njegova supruga i što je i bio razlog da je centar ustanka stavio u ovaj kraj.
Godine 1925. Mayer drži svečani govor na jednoj od najljepših proslava 1000-godišnjice hrvatskog kraljevstva u Požegi, 1926. godine predvodi delegaciju Braće hrvatskog zmaja u Beč koja je u katedrali Svetog Stjepana 27. lipnja otkrila ploču Pavlu Ritteru Vitezoviću i župniku iz Drnja Jurju Marčeloviću.
Godine 1931. na poziv dr. N. Z. Bjelovučića Mayer drži predavanje u Dubrovniku i to 30. travnja, na dan obilježavanja smrti Petra Zrinskog i Krste Frankapana. Ovo predavanje je bilo kompilacija tadašnjih spoznaja o uroti uz isticanje da je Petar Zrinski preko kapetana Frana Bukovačkog u Solunu sa sultanom Mehmedom IV. sklopio ugovor da će postati turski vazal pod uvjetima: 1. da Hrvatska i Ugarska kao samostalne države dođu pod pokroviteljstvo sultana; 2. da za to plaćaju 12.000 talira godišnje; 3. da Petar Zrinski i njegovi nasljednici vladaju kao potkraljevi u Hrvatskoj i Ugarskoj. Bio je to zapravo rezultat očajnih Zrinskih koji su videći kako usprkos pobjedi nad Turcima, car Leopold I. sklapa mir u Vašvaru gdje Turci zadržavaju sve što su osvojili i još se obvezuje da će platiti 200.000 talira godišnje. Mayer nije spomenuo da je po tom miru postojala i obveza da se sruši utvrda Novi Zrinj.
Dana 15. studenog 1944. godine Mayer je dobio jubilarni spomenznak — »Zlatnoga zmaja« na grimiznoj vrpci i naslov »častni brat Hrvatskoga Zmaja« za 50-godišnjicu književnog rada.

## HSS i NDH
Milutin Mayer je 1935. i 1938. godine bio izabran za zastupnika na Mačekovoj listi u Zagrebu, a za vrijeme Nezavisne Države Hrvatske bio je član Hrvatskog sabora 1942.
Umirovljen je 1. siječnja 1946. s 30 godina službe na području pedagogije. Umro je 23. veljače 1958. godine i pokopan je na Mirogoju.
Milutina Mayera nema niti u jednoj enciklopediji pa niti u Hrvatskom leksikonu Antuna Vujića. Njegova opsesivna vezanost uz hrvatske teme povezane uz obranu katoličanstva učinile su ga, ako ne neprijateljem, a ono barem nesimpatičnim svim režimima do 1941. godine. Zbog svoje vezanosti uz Vladka Mačeka i HSS pred Drugi svjetski rat nije baš bio simpatičan ni Pavelićevom režimu, pa se to odrazilo na njegovoj karijeri. Imao je nesreću da je počeo raditi u doba Khuena Héderváryja koji je nerado gledao da se njeguju povijesne teme koje oživljavaju ili izmišljaju likove iz hrvatske povijesti, a istovremeno opisuju u negativnom smislu Avare, Mongole, Mađare, Nijemce uz sudbonosni zaključak da je nesloga doprinijela nesreći Hrvata.

## Djela
- Mučenici, 1902. g.
- Za krst časni i slobodu zlatnu, 1903. g.
- Štit kraljevstva hrvatskog
- Pod franačkim jarmom 1905. g.
- Dolazak Hrvata, 1908. g.
- Štit kraljevstva hrvatskoga 1911. g.
- Život, pripovijest, 1912. g.
- Posljednji kralj, 1920. g.
- Izdajica, 1924. g.
- Obrtni Zbor u Zagrebu 1893. – 1928., monografija objavljena pod inicijalima M.M., 1928. g.
- S puta na Duvanjsko polje, putopis, 1925. g.
- Svjetlo svijeta. Priče iz života Kristova, 1925. g. (elektronička inačica)
- Golgotske ruže. Legende o Kristu, 1928. g. (elektronička inačica)
- Krvavi sabor križevački, 1934. g.
- Slobodni grad, 1942. g.
- Za krst časni i slobodu zlatnu
- Medvedgradski jastrebovi, 1971. g.